# Mircea Snegur
Mircea Snegur (in russo Мирча Иванович Снегур?; Trifănești, 17 gennaio 1940 – Chișinău, 13 settembre 2023) è stato un politico moldavo.
È stato il primo Presidente della Moldavia, ricoprendo la carica dal 1990 al 1997.